# Jamison Battle
Jamison P. Battle (Robbinsdale, 10 de maio de 2001) é um jogador norte-americano de basquete profissional que atualmente joga no Toronto Raptors da National Basketball Association (NBA) e no Raptors 905 da G-League.
Ele jogou basquete universitário pela Universidade de Minnesota, por Universidade George Washington e por Ohio State.

## Carreira no ensino médio
Battle jogou basquete pela DeLaSalle High School em Minneapolis, Minnesota, onde foi companheiro de equipe de Tyrell Terry. Como veterano, ele teve médias de 21,2 pontos e nove rebotes, ajudando seu time a ganhar o título estadual.

## Carreira universitária
Como calouro na Universidade George Washington, Battle teve médias de 11,8 pontos e 5,2 rebotes e foi nomeado para a Equipe de Novatos da Atlantic 10. Ele estabeleceu um recorde de uma única temporada da universidade com 89 cestas de três pontos. Em 3 de janeiro de 2021, Battle registrou 29 pontos e sete rebotes, o recorde da carreira, em uma vitória de 75-73 contra Duquesne. Em seu segundo ano, ele teve médias de 17,3 pontos e 5,2 rebotes, sendo selecionado para a Terceira-Equipe da Atlantic 10.
Em sua terceira temporada, Battle foi transferido para a Universidade de Minnesota. Ele teve médias de 17,5 pontos e 6,3 rebotes. Em seu último ano, ele teve média de 12,4 pontos.
Battle se transferiu para Ohio State para sua última temporada universitária. Battle ultrapassou a marca de 2.000 pontos na carreira em seu último jogo, uma derrota para Geórgia no National Invitation Tournament de 2024.

## Carreira profissional

### Toronto Raptors/Raptors 905 (2024–Presente)
Após não ser selecionado no draft da NBA de 2024, Battle assinou com o Toronto Raptors em 16 de julho de 2024 e, em 19 de outubro, Toronto converteu seu acordo em um contrato de duas vias.
Em 27 de novembro de 2024, Battle marcou 24 pontos, o recorde da carreira, em uma vitória de 119-93 contra o New Orleans Pelicans.

## Estatísticas da carreira

### Universitário
| Ano      | Equipe            | PJ  | PT  | MPJ  | AP   | 3P   | LL   | RT  | AS  | BR | TO | PPJ  |
| -------- | ----------------- | --- | --- | ---- | ---- | ---- | ---- | --- | --- | -- | -- | ---- |
| 2019–20  | George Washington | 32  | 30  | 35.3 | .399 | .366 | .846 | 5.2 | .6  | .4 | .4 | 11.8 |
| 2020–21  | George Washington | 15  | 15  | 36.5 | .475 | .354 | .787 | 5.2 | .7  | .9 | .3 | 17.3 |
| 2021–22  | Minnesota         | 29  | 29  | 36.7 | .450 | .366 | .759 | 6.3 | 1.0 | .4 | .4 | 17.5 |
| 2022–23  | Minnesota         | 27  | 27  | 35.6 | .371 | .311 | .781 | 3.8 | 1.7 | .6 | .4 | 12.4 |
| 2023–24  | Ohio State        | 35  | 35  | 31.3 | .469 | .433 | .926 | 5.2 | 1.4 | .4 | .2 | 15.3 |
| Carreira | Carreira          | 138 | 136 | 35.0 | .432 | .366 | .819 | 5.1 | 1.0 | .5 | .3 | 14.8 |

Fonte:

## Vida pessoal
O pai de Battle, Terrell, jogou basquete universitário por Winston-Salem State e é gerente geral da Life Time Fitness. Sua meia-irmã mais nova, Amaya, jogou basquete pela Hopkins High School e agora joga pela Universidade de Minnesota.